# Honey (песня Мэрайи Кэри)
«Honey» — песня американской певицы Мэрайей Кэри, спродюсированная ею совместно с Puff Daddy, Q-Tip и Stevie J для шестого студийного альбома Кэри Butterfly 1997 года. Песня была издана первым синглом альбома 26 августа 1997 года, получила положительные отзывы критиков и имела коммерческий успех. Она дебютировала на первом месте американского хит-парада Billboard Hot 100. «Honey» имела две номинации на премию Грэмми (1997), в категориях За лучшее женское вокальное исполнение в стиле ритм-н-блюз и Best R&B Song.

## Отзывы
Песня получила положительные отзывы музыкальной критики и интернет-изданий. Дэвид Браун из журнала Entertainment Weekly описал важность песни для развития и перехода Кэри в новую музыкальную плоскость: «…песня, в которой Кэри наконец-то освобождается от своих прошлых поп-цепей» и «…оказывается между старыми и новыми привычками и делает осторожные шаги ребенка в будущее». Браун также прокомментировал, что Кэри продемонстрировала похвальную вокальную сдержанность в песне «Honey».
Обозреватель Крис Никсон написал, что важность сингла «выходит далеко за рамки чартов» и что сингл был одной из самых важных песен в карьере Кэри, позволив ей перейти в R&B и хип-хоп. Никсон прокомментировал, что раньше Кэри считалась поп-певицей с тенденциями R&B, но «Honey» изменил эту идею, придав певице «хип-хоп авторитет» и заставил скептиков «взглянуть по-другому». Рич Джузвиак из журнала Slant похвалил песню, назвав её «пробуждающей, как чувственно, так и музыкально».

## Коммерческий успех
Песня «Honey» была лид-синглом, изданным с альбома Butterfly, имела коммерческий успех. В результате «Honey» стал 12-м хитом #1 в музыкальной карьере певицы, согласно чарту США — Billboard Hot 100, и 3-м сразу дебютировавшим на вершине чарта (где оставалась 3 недели), Мэрайя стала первой исполнительницей с наибольшим количеством хитов, сразу дебютировавшим на позиции #1 в США.
По общему числу чарттопперов (12) Кэри поделила пятое место вместе с Уитни Хьюстон и Мадонной.
Сингл сместил с вершины хит «Mo Money Mo Problems» в исполнении The Notorious B.I.G. при участии Puff Daddy и Mase, а потом был смещён с первого места синглом «4 Seasons of Loneliness» группы Boyz II Men. На то время Кэри делила с группой The Supremes четвёртое место по числу чарттопперов в США, позади Michael Jackson (13), Elvis Presley (17) и группы The Beatles (20).
«Honey» был сертифицирован в платиновом статусе ассоциацией Recording Industry Association of America (RIAA) за тираж более 1 млн копий. Песня достигла второго места в хит-параде соул-музыки Hot R&B/Hip-Hop Songs (уступив только хиту «You Make Me Wanna...» в исполнении Ашера), проведя 22 недели в этом чарте. Сингл «Honey» занял 32-е место в итоговом годовом списке журнала Billboard (1997).
«Honey» вошла в пятёрку лучших хитов в таких странах как Канада, Новая Зеландия, Испания и Великобритания; в top-10 в Австралии и Швеции; и в top-20 в большинстве чартов мира.
В Канаде песня дебютировала на 48-м месте в национальном хит-параде RPM Singles Chart в дату с 18 августа 1997 года и достигнув первого места с 22 сентября 1997 года. Всего трек провёл в канадском хит-параде 20 недель и по итогам 1997 года занял 18-е место в RPM Year-end chart 1997.
В Великобритании песня дебютировала в национальном хит-параде UK Singles Chart в дату с 6 сентября 1997 года и досигла третьего места, проведя в чарте восемь недель. «Honey» стал 15-м бестселлером Кэри в Великобритании по данным на 2010 год, собрав тираж более 200,000 единиц.
В Австралии «Honey» достиг восьмого места в национальном хит-параде, проведя в нём 19 недель. Он получил золотую сертификацию от ассоциации Australian Recording Industry Association (ARIA) за тираж более 35,000 единиц.

## Награды и номинации
В 1997 году «Honey» получила две номинации на премию Грэмми в категориях За лучшее женское вокальное исполнение в стиле ритм-н-блюз и Best R&B Song.
Также певица как соавтор песни получила награду BMI Pop Award в категории «Songwriter».

## Видео
Помимо общего внимания к самой песне, музыкальное видео получило много домыслов и спекуляций. Впервые в своей карьере Кэри была вызывающе одета, давая зрителям шанс «почувствовать более свободную Мэрайю». Концепция видео была создана Кэри совместно с Полом Хантером, исполняющим обязанности режиссера. В роли Джеймса Бонда Кэри была названа «очень сексуальным агентом М», женщиной, сбежавшей из большого особняка, в котором она находилась в плену. Кэри сказал о видео: «Я не думаю, что это видео откровенно сексуально, но для меня - я имею в виду, что раньше люди думали, что я версия Мэри Поппинс девяностых!»
Премьера видео состоялась на каналах MTV и BET в августе 1997 года и было снято в Пуэрто-Рико 26 июля 1997 года. Видео начинается с того, что Кэри играет в роли «агента М», будучи заложником в большом особняке. Мафию играют актёры Эдди Гриффин, Фрэнк Сиверо и Джонни Бреннан из комик-группы The Jerky Boys, которые продолжают насмехаться и дразнить Кэри из-за её возможной смерти .

## Форматы треков
США, CD-сингл
1. «Honey (LP Version)» — 4:59
2. «Honey (Bad Boy Remix)» — 5:32

Великобритания, CD-сингл (Часть 1)
1. «Honey (LP Version)» — 4:59
2. «Honey (Bad Boy Remix)» — 5:32
3. «Honey (Smooth Version With Intro)» — 4:47
4. «Honey (So So Def Mix)» — 5:11

Великобритания, CD-сингл (Часть 2)
1. «Honey (LP Version)» — 5:02
2. «Honey (Classic Mix)» — 8:06
3. «Honey (Morales Club Dub)» — 11:01
4. «Honey (Mo' Honey Dub)» — 7:24
5. «Honey (Classic Instrumental)» — 7:33

## Ремиксы
| David Morales Mixes - «Honey (Classic Mix)» — 8:05 - «Honey (Classic Instrumental)» — 7:32 - «Honey (Mo' Honey Dub)» — 7:24 - «Honey (Morales Dub)» — 7:34 - «Honey (Morales Club Dub)» — 11:00 - «Honey (Def Rascal Anthem)» — 10:46 - «Honey (Rascal Dub)» — 5:15 | So So Def Mixes - «Honey (So So Def Mix)» — 5:11 - «Honey (So So Def Radio Mix)» — 4:00 Bad Boy Mix - «Honey (Bad Boy Remix)» — 5:32 |

## Позиции в чартах
| Чарт (1997)                           | Высшая позиция |
| ------------------------------------- | -------------- |
| Австралия (ARIA)                      | 8              |
| Австрия (Ö3 Austria Top 40)           | 39             |
| Бельгия/Фландрия (Ultratop 50)        | 30             |
| Бельгия/Валлония (Ultratop 50)        | 29             |
| Канада (Canadian Singles Chart)       | 2              |
| Канада (RPM Top Singles)              | 1              |
| Канада (RPM Adult Contemporary)       | 8              |
| Канада Dance (RPM)                    | 1              |
| Европа (European Hot 100 Singles)     | 16             |
| Финляндия (Suomen virallinen lista)   | 12             |
| Франция (SNEP)                        | 39             |
| Германия (Official German Charts)     | 38             |
| Исландия (Íslenski Listinn Topp 40)   | 26             |
| Ирландия (IRMA)                       | 19             |
| Италия (Musica e dischi)              | 10             |
| Япония (Oricon Singles Chart)         | 39             |
| Нидерланды (Dutch Top 40)             | 8              |
| Нидерланды (Single Top 100)           | 15             |
| Новая Зеландия (Recorded Music NZ)    | 3              |
| Шотландия (OCC Scotland)              | 13             |
| Spain (PROMUSICAE)                    | 4              |
| Швеция (Sverigetopplistan)            | 8              |
| Швейцария (Schweizer Hitparade)       | 23             |
| Великобритания (OCC UK Singles)       | 3              |
| Великобритания (OCC UK Hip Hop/R&B)   | 2              |
| США (Billboard Hot 100)               | 1              |
| США (Billboard Dance Club Songs)      | 1              |
| США (Billboard Hot Latin Songs)       | 30             |
| США (Billboard Hot R&B/Hip-Hop Songs) | 2              |
| США (Billboard Pop Airplay)           | 10             |
| США (Billboard Rhythmic)              | 1              |
| США (Billboard Tropical Airplay)      | 12             |

| Чарт (1997)                                          | Позиция |
| ---------------------------------------------------- | ------- |
| Австралия (ARIA)                                     | 50      |
| Канада Top Singles (RPM)                             | 18      |
| Канада Adult Contemporary (RPM)                      | 44      |
| Канада Dance (RPM)                                   | 9       |
| Италия (Hit Parade)                                  | 84      |
| Нидерланды (Dutch Top 40)                            | 105     |
| Нидерланды (Single Top 100)                          | 79      |
| Новая Зеландия (Recorded Music NZ)                   | 18      |
| Швеция (Sverigetopplistan)                           | 91      |
| Великобритания (UK Singles, Official Charts Company) | 93      |
| США (Billboard Hot 100)                              | 32      |
| США (Hot R&B/Hip-Hop Songs)                          | 37      |

| Регион | Сертификация | Продажи   |
| --- | ------------ | --------- |
| Австралия (ARIA) | Золотой      | 35 000^   |
| Новая Зеландия (RMNZ) | Золотой      | 5000*     |
| Великобритания (BPI) | Серебряный   | 200 000   |
| США (RIAA) | Платиновый   | 1,276,000 |
| * Данные о продажах приведены только на основе сертификации. · ^ Данные о тиражах приведены только на основе сертификации. · Данные о продажах + прослушиваниях приведены только на основе сертификации. |              |           |